# Puig Agut
Puig Agut är ett berg i Spanien.   Det ligger i provinsen Província de Barcelona och regionen Katalonien, i den östra delen av landet, 500 km öster om huvudstaden Madrid. Toppen på Puig Agut är 551 meter över havet.
Terrängen runt Puig Agut är kuperad. Runt Puig Agut är det ganska tätbefolkat, med 60 invånare per kvadratkilometer. Närmaste större samhälle är Granollers, 17,6 km söder om Puig Agut. I omgivningarna runt Puig Agut växer i huvudsak blandskog.